# Paul Arizin
Paul Arizin, né le 9 avril 1928 à Philadelphie (Pennsylvanie, États-Unis) et mort le 12 décembre 2006, était un joueur américain de basket-ball, nommé parmi les meilleurs joueurs du cinquantenaire de la NBA.

## Biographie
Formé dans l'équipe des Wildcats de l'université Villanova, où ses talents de scoreur firent merveille, il fut drafté en 1950 par les Warriors de Philadelphie de la toute-nouvelle NBA.
Arizin fut le plus grand scoreur et un des meilleurs joueurs de NBA des années 1950. Son tir en suspension et son association avec le pivot Neil Johnston furent le meilleur duo du moment de la ligue. Il fut l'équipier du shooteur Joe Fulks au début de sa carrière, et avec les légendes de Philly Tom Gola et Wilt Chamberlain à la fin de celle-ci à l'orée des années 1960.
Arizin choisit de prendre sa retraite plutôt que de suivre la franchise des Warriors vers San Francisco. Il a été nommé au Basketball Hall of Fame.
Le 12 décembre 2006, il meurt dans son sommeil à l'âge de 78 ans à Springfield en Pennsylvanie.

## Palmarès
- NBA champion (1956)
- 10× NBA All-Star (1951–1952, 1955–1962)
- NBA All-Star Game MVP (1952)
- 3× All-NBA First Team (1952, 1956, 1957)
- All-NBA Second Team (1959)
- 2x NBA scoring champion (1952, 1957)
- NBA 25th Anniversary Team
- NBA's 50th Anniversary All-Time Team
- Helms Foundation Player of the Year (1950)
- Sporting News Player of the Year (1950)
- Consensus first-team All-American (1950)
- NCAA Division I scoring leader (1950)

## Pour approfondir
- Liste des meilleurs marqueurs en NBA en carrière.
- Liste des meilleurs marqueurs en NBA par saison.
- Liste des meilleurs tireurs de lancers francs en NBA en carrière.